# 3112 Velimir
3112 Velimir eller 1977 QC5 är en asteroid i huvudbältet som upptäcktes den 22 augusti 1977 av den rysk-sovjetiske astronomen Nikolaj Tjernych vid Krims astrofysiska observatorium på Krim. Den har fått sitt namn efter den ryska poeten Velimir Chlebnikov.
Asteroiden har en diameter på ungefär 12 kilometer.